# Деметріос Халкоконділ
Деметріос Халкоконділ (грец. Δημήτριος Χαλκοκονδύλης, трансліт. Dimitrios Chalkokondylisт, також відомий як Деметрікоконділас, Деметріос Халконділас, Халкоконділас, Халкоконділіс або Халконділес; нар. серпень 1423 в Афінах — пом. 9 січня 1511 в Мілані) — грецький гуманіст і професор грекознавства та моральної філософії в Італії. Він був однією з найважливіших постатей поширення грецької науки на західний світ.

## Біографія
Деметріос Халкоконділ викладав грецьку мову більше 40 років, перебуваючи почергово в Падуї, Перуджі, Мілані та Флоренції. Серед його учнів були Янос Ласкаріс, Анджело Поліціано, Томас Лінакре, Лев X, Кастільоне, Джиральді, Стефано Негрі та Джованні Марія Каттанео, а у Флоренції відомий гебраїст Йоганн Ройхлін ; разом із Марсіліо Фічіно, Поліціано та Теодоросом Газесом він зіграв важливу роль у відродженні грецької літератури в західному світі. З 1463 по 1471 рік був професором грецької мови в Падуї, з 1471 по 1491 рік у Флоренції і з 1491 по 1511рік у Мілані; з 1484 року він також був професором моральної філософії у Флоренції.
1488 року Халкоконділ опублікував перше друковане видання (Editio princeps) Гомера, 1493 року — Ісократа, а 1499 року — Візантійський лексикон Суда. У 1463 році Деметріус Халкоконділ підштовхнув до хрестового походу, щоб звільнити та відвоювати свою рідну Грецію від вторгнення османів. Він був одним із найважливіших грецьких учених на Заході та зробив помітний внесок у літературу італійського Відродження. Він також був останнім із грецьких гуманістів, який викладав грецьку літературу як предмет у великих університетах італійського Відродження (Падуя, Флоренція, Мілан).
Er war ein Vertrauter von Marsilio Ficino, dessen Platon-Übersetzung er durchgesehen hatte, und unterstützte Laurentius Laurentianus bei der Übersetzung der hippokratischen Aphorismen.